# Politički zatvorenik
 Ovo je glavno značenje pojma Politički zatvorenik. Za druga značenja pogledajte Politički zatvorenik (novine).
Politički zatvorenik je osoba koja se nalazi u zatvoru zbog političkog ili vjerskog uvjerenja. Osobe su zatvorene uglavnom jer svojom djelatnošću predstavljaju opoziciju, prijetnju ili smetnju totalitarnoj ili autoritarnoj vlasti.
Politički zatvorenik je često službeno osuđen na temelju montiranog sudskog postupka, krivotvorenim dokazima ili prisilnim priznavanjem izmišljenih zločina nepolitičke prirode. 
Metoda je tendenciozno kažnjavanje cijele obitelji gubitkom posla, prisilom na odlazak u emigraciju.
U povijesti najbrojniji politički zatvorenici su bili u komunističkim ili nacionlsocijalističkim koncentracijskim logorima. 

## Politički zatvorenici u Jugoslaviji
Nakon Drugog svjetskog rata i pobjede komunističke revolucije uglavnom su OZNA i UDBA bili zaduženi za uhićenja i likvidiranje neistomišljenika ili osoba koje su javno iskazivale neslaganje s titoizmom.
Nakon sloma hrvatskoga proljeća uhićene su brojne osobe te kao politički nepodobni osudeni u Montiranim političkim sudskim postupcima. Među njima su bili: Franjo Tuđman, Bruno Bušić, Dražen Budiša i Šime Đodan. S 11 godina zatvora najduže je osuđen Marko Veselica. Đuro Perica odslužio je 14 godina zatvora, nakon lažne optužbe, da je postavio eksploziv u Paromlinskoj ulici u Zagrebu 1975. godine.

## Politički zatvorenici u SR Hrvatskoj
Hrvatsko društvo političkih zatvorenika zatvorenik bez potpore države je prikupilo je podatke o oko 30.000 političkih presuda iz razdobja od 1945. do 1990. Komunistički režim je u SR Hrvatskoj osudio preko 100.000 osoba .

## Vanjske poveznice
- Webstranica Hrvatskog društva političkih zatvorenika  Arhivirana inačica izvorne stranice od 4. prosinca 2009. (Wayback Machine)